# NGC 924
NGC 924 је лентикуларна галаксија у сазвежђу Ован која се налази на NGC листи објеката дубоког неба.
Деклинација објекта је + 20° 29' 50" а ректасцензија 2h 26m 46,7s. Привидна величина (магнитуда) објекта NGC 924 износи 12,5 а фотографска магнитуда 13,5. NGC 924 је још познат и под ознакама UGC 1912, MCG 3-7-12, CGCG 462-12, PGC 9302.